# Defense Service Asia
Pour les articles homonymes, voir DSA.
Defense Service Asia (DSA) est un salon de Défense et de Sécurité qui se tient à Kuala Lumpur en Malaisie. 
Il a lieu toutes les années paires. C’est le principal salon de ce type en Asie, réunissant en avril 2008 plus de 40 pays et 700 exposants sur 42 000 m2.
L’édition 2010 a eu lieu du 19 au 22 avril.
L'édition 2012 a eu lieu du 16 au 19 avril.